# 四氯合钯(II)酸铵
四氯合钯(II)酸铵是一种配合物，化学式为(NH4)2[PdCl4]。

## 制备和性质
(NH4)2[PdCl4]可以由氯化铵和氯化钯在盐酸溶液中反应得到，或者通过海绵钯和氯化铵在甲醇中用氯气氧化得到。将(NH4)2[PdCl4]在D2O中反复结晶，可以得到氘代物(ND4)2[PdCl4]。
(NH4)2[PdCl4]在216°C分解生成Pd(NH3)2Cl2，300°C生成PdCl2。